# Luka Lončar
Luka Lončar (* 26. června 1987 Záhřeb) je chorvatský vodní pólista, který hraje na postu středního útočníka. Od roku 2023 je hráčem řeckého klubu Olympiakos Pireus.
Je odchovancem Medveščaku Záhřeb. V roce 2005 získal stříbrnou medaili na juniorském mistrovství světa. S chorvatskou reprezentací vyhrál Středomořské hry v roce 2013. Během působení v týmu Jug Dubrovník vyhrál pětkrát v řadě chorvatskou ligu (2016 až 2020), třikrát Jadranskou ligu (2016 až 2018) a LEN Champions League v roce 2016. Na Letních olympijských hrách 2016 získal stříbrnou medaili. Na mistrovství světa ve vodním pólu byl členem vítězného týmu v letech 2017 a 2024 a v roce 2017 byl zvolen do ideálního týmu turnaje. V letech 2015 a 2019 byl s chorvatskou reprezentací druhý ve světové lize a v roce 2018 vyhrál evropský pohár. Na mistrovství Evropy ve vodním pólu skončil třetí v roce 2018 a druhý v roce 2024. V letech 2021 až 2023 hrál za italský klub Pro Recco, s nímž vyhrál dvakrát italskou ligu a dvakrát ligu mistrů. Po přestupu do Olympiakosu získal v roce 2024 řecký pohár ve vodním pólu.